# ریو نییزاتو
ریو نییزاتو (انگلیسی: Ryo Niizato؛ زادهٔ ۳ سپتامبر ۱۹۹۵) بازیکن فوتبال اهل ژاپن است.